# El Lavatorio (Tintoretto)
El Lavatorio es un cuadro del pintor italiano Tintoretto, considerado una de sus obras más importantes. Fue pintado entre 1548-1549, encontrándose actualmente expuesto en el Museo del Prado de Madrid, España, como depósito de Patrimonio Nacional.
Se representa aquí una escena narrada por el Evangelio de Juan, en la que se describe cómo durante la Última Cena, Jesús se levantó de la mesa, se quitó el manto y se ató una toalla a la cintura. Después de echar agua en un recipiente, se puso a lavar los pies a sus discípulos. Simón Pedro pretendió negarse, pero al insistir Jesús en que de otro modo no podría tener parte con él, accedió a que le lavase los pies.
El artista representa el episodio antedicho con Cristo y san Pedro en un extremo de la composición. La mayor parte del lienzo está ocupado por la estancia donde se desarrolla la Última Cena, con la mesa y los discípulos en torno a ella. En el centro destaca un perro, y detrás los apóstoles descalzándose o en diversas posturas y escorzos. En un segundo plano se estaría relatando un milagro de san Marcos narrado por Jacobo de la Vorágine en su Leyenda dorada. El extremo de la izquierda está dominado por otro apóstol que se está desatando el calzado, cuya esculturalidad se asemeja a las poderosas anatomías de Miguel Ángel.  
La composición parece descentrada, con el episodio principal desplazado a un lado del cuadro. Esto se explica por el emplazamiento original del cuadro, en la pared derecha de una estancia alargada; los visitantes verían más cerca precisamente la parte donde estaba Jesús. Además, la mesa está orientada hacia esa zona, de modo que vista la obra desde la derecha, el escorzo de la mesa acentúa el efecto de perspectiva. A ello también contribuye el pavimento de losas con formas geométricas. 
En el fondo de este lado izquierdo se ven arquitecturas clásicas de una ciudad que recuerda a Venecia, con una barquichuela entre canales, en azules y blancos bañados por una luz fría, lo que da un aire un tanto irreal. Los elementos arquitectónicos están inspirados en ilustraciones de Sebastiano Serlio.
Esta obra decoraba el presbiterio de la iglesia de San Marcuola en Venecia. Perteneció a Carlos I de Inglaterra. Fue adquirido en la almoneda de sus bienes celebrada tras su ejecución por don Luis de Haro, que se la regaló a Felipe IV. Estuvo en la sacristía del Real Monasterio de El Escorial hasta que en 1939 se llevó al Museo del Prado. Durante un tiempo se supuso que era una repetición o copia del taller de Tintoretto, y que la versión original sería otra conservada en la catedral de Saint Nicholas de Newcastle upon Tyne (Gran Bretaña), pero ahora todos los expertos opinan exactamente lo contrario.